# Lago Bolmen
Bolmen ( PRONÚNCIA)    
é o 10º maior lago da Suécia, e o maior lago da província histórica da Småland, localizada no sul do país.                                                                                                             

Está localizado no sudoeste da Småland, a 15 km a oeste da cidade de Ljungby e a 18 km a sudoeste de Värnamo. É abrangido pelas comunas de Gislaved, Hylte, Ljungby e Värnamo.

Possui 183/173 quilômetros quadrados de área, volume de 1 069 990 000 metros cúbicos, profundidade média e máxima de 5,4 e 36/37 metros respectivamente e está a cerca de 141,6 metros acima do nível do mar.

É o maior lago do sistema do rio Lagan e possui praias morenas, que por serem rasas ao norte, formam pântanos.
Está situado no coração de Finuídia, uma das "antigas províncias históricas" (folclândia) da atual Esmolândia.
 
Há numerosas ilhas no lago. A maior de todas é Bolmsö, onde existem mais de 500 vestígios arqueológicos, sobretudo da idade do ferro, e onde tinham lugar as reuniões da ting local na Era Viking e na Idade Média, para fazer leis, executar justiça e tomar decisões administrativas. 
Fornece água potável, que é tratada em Ringsjöverket, a uma considerável parte da Escânia, abastecendo Lund, Lomma, Svalöv, Höganäs, Kävlinge, Eslöv, Staffanstorp, Landskrona e sobretudo Malmö e Helsingborg, através do túnel de água do Bolmen (Bolmentunneln) de 82 quilômetros, construído nas décadas de 1970 e 80.

## Etimologia
O hidrônimo Bolmen deriva da palavra bolmber (grande), em sueco antigo, numa referência ao tamanho do lago. Num texto em latim de 1689, Bolmen está mencionada como Bollmen Lacus.

## Fauna e flora
O leito do Bolmen é formado por vegetação longa e vegetação curta e foliar. Suas cercanias são bastante multifacetadas, mas predominam florestas; há bosques, pântanos e campos cultivados. Ele tem função biológica muito alta e suas várias centenas de ilhas contribuem à biodiversidade. Nele crescem espargânios (gramíneo e augustifólio), elatinas (hidropiper e hexandra), pirulárias, isoetes, isólepis e ervas-pilosa ao mesmo tempo que abriga várias espécies de aves (águia-pesqueira, mobelha-árctica, ógea, frango-d'água-europeu, alcatraz-comum, ganso-bravo, merganso-de-poupa e gaivina-comum) e peixes (enguias-europeia, coregos (lavareto e branco) lúcios, tencas, carássios, alburnos, bremas, foxinos, escardínios, rútilos, cotos, acerinas, percas, sandres e lotas).